# Aliaksandr Kutxinski

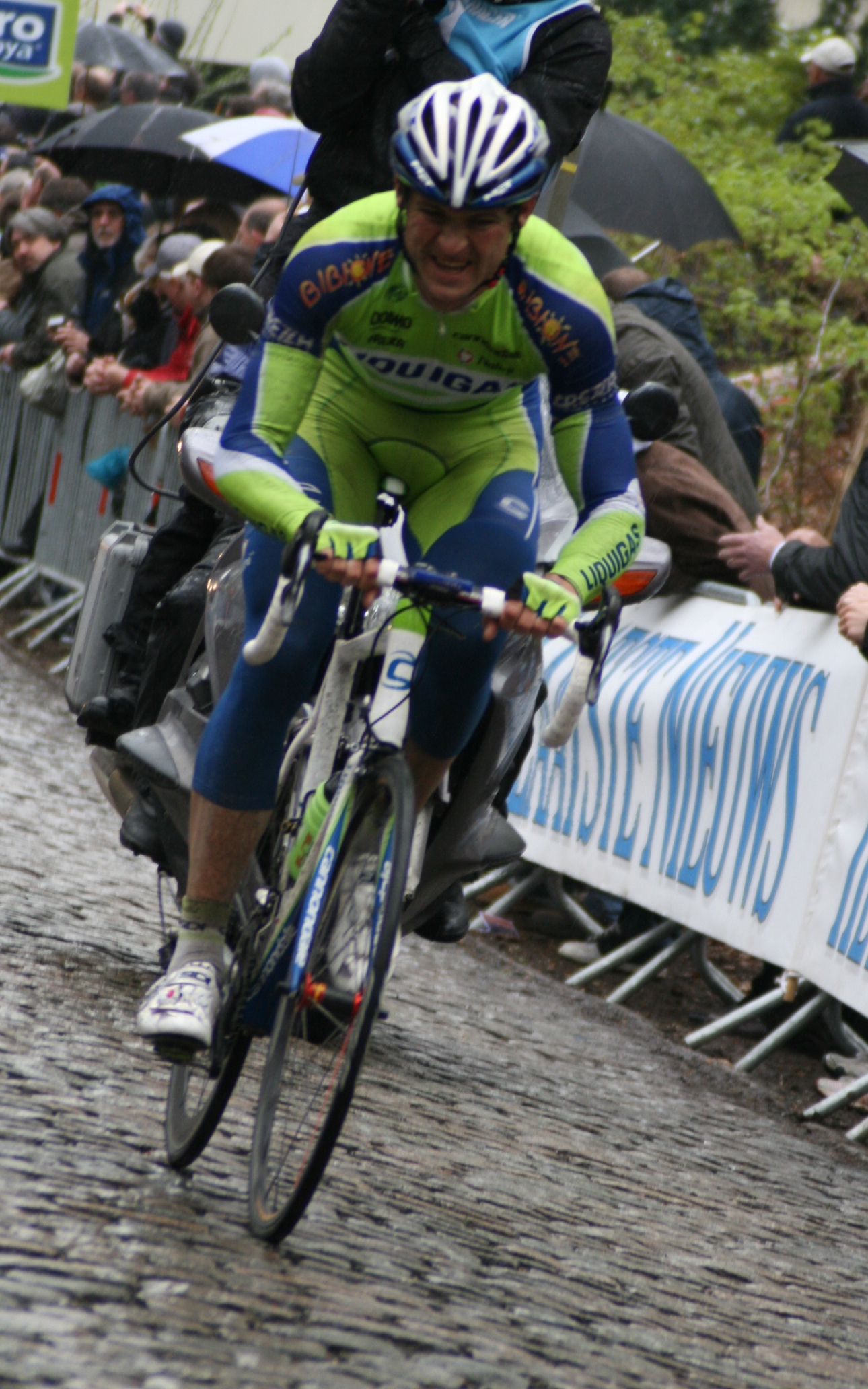
Aliaksandr Kutxinski a la Gant-Wevelgem 2009

Aliaksandr Kutxinski (en belarús Аляксандр Кучынскі; Orsha, Vítsiebsk, 27 d'octubre de 1979) és un ciclista belarús, ja retirat, professional del 2004 al 2015. Durant la seva carrera va córrer als equips Amore & Vita–Beretta, Ceramica Flaminia-Bossini Docce, Liquigas-Doimo, Team Katusha i Minsk. En el seu palmarès destaquen tres victòries al Campionat de Belarús en ruta, el 2005, 2010 i 2011. El 2008 va prendre part als Jocs Olímpics d'estiu de Pequín. Una vegada retirat passà a exercir tasques de direcció esportiva, primer al Gazprom-RusVelo i des del 2017 al Minsk.

## Palmarès
- 2002
  - 1r al Giro dels Abruços
  - 1r a la Milà-Rapallo
  - 1r a la Piccola Sanremo
- 2003
  - 1r al Gran Premi San Giuseppe
  - 1r a la Coppa Cicogna
- 2004
  - 1r al Giro dels Abruços
  - 1r a la Châteauroux Classic de l'Indre
  - Vencedor d'una etapa de la Volta a Eslovènia
- 2005
  -  Campió de Belarús en ruta
  - 1r als Boucles de la Mayenne
- 2006
  - 1r al Memorial Oleg Diatxenko
- 2007
  - 1r als Cinc anells de Moscou i vencedor de 3 etapes
- 2010
  -  Campió de Belarús en ruta
- 2011
  -  Campió de Belarús en ruta
- 2015
  - Vencedor d'una etapa al Tour de Szeklerland

### Resultats al Tour de França
- 2007. 89è de la classificació general
- 2008. 128è de la classificació general
- 2009. 92è de la classificació general
- 2010. 86è de la classificació general
- 2012. 145è de la classificació general
- 2013. 141è de la classificació general

### Resultats al Giro d'Itàlia
- 2011. 90è de la classificació general
- 2012. 118è de la classificació general

### Resultats a la Volta a Espanya
- 2011. 143è de la classificació general